# Aïcha Dahmous
Aïcha Dahmous, née le 12 juin 1958, est une athlète algérienne. 

## Biographie
Aïcha Dahmous obtient aux Championnats panarabes d'athlétisme 1983 à Amman la médaille d'argent du lancer du poids et du lancer du disque. 
Elle est médaillée d'argent du lancer du disque et médaillée de bronze du lancer du poids aux championnats d'Afrique 1984 à Rabat ; aux championnats d'Afrique 1985 au Caire, elle obtient la médaille de bronze au lancer du disque.
Aïcha Dahmous obtient aux Championnats panarabes d'athlétisme 1987 à Alger la médaille d'or du lancer du disque et la médaille d'argent du lancer du poids. La même année, elle est médaillée d'argent du lancer du poids et médaillée de bronze du lancer du disque aux Jeux africains à Nairobi. Elle est ensuite médaillée d'argent du lancer du poids aux championnats panarabes 1989 au Caire.
Elle est aussi médaillée de bronze du lancer du disque aux championnats du Maghreb de 1981 ainsi que médaillée d'or du lancer du poids et médaillée d'argent du lancer du disque aux championnats du Maghreb de 1983 et de 1986.
Elle est sacrée championne d'Algérie du lancer du poids en 1980, 1983, 1984 et 1987 ainsi que championne d'Algérie du lancer du disque de 1982 à 1990 et en 1993.